# Jihomoravský krajský přebor 1989/1990
V soubojích 30. ročníku Jihomoravského krajského přeboru 1989/90 (jedna ze skupin 5. fotbalové ligy) se utkalo 14 týmů každý s každým dvoukolovým systémem podzim–jaro. Tento ročník začal v srpnu 1989 a skončil v červnu 1990.

## Nové týmy v sezoně 1989/90
- Z Divize D 1988/89 nesestoupilo do Jihomoravského krajského přeboru žádné mužstvo.
- Ze skupin I. A třídy Jihomoravského kraje 1988/89 postoupila mužstva TJ RH Znojmo-Práče „B“ (vítěz skupiny A) a TJ Veselí nad Moravou (vítěz skupiny B).

## Konečná tabulka
Zdroj: 
| Poř. | Tým                       | Z  | V  | R | P  | VG | OG | B  |
| ---- | ------------------------- | -- | -- | - | -- | -- | -- | -- |
| 1.   | TJ Zbrojovka Brno „B“     | 26 | 18 | 4 | 4  | 59 | 19 | 40 |
| 2.   | TJ Baník Zbýšov           | 26 | 13 | 8 | 5  | 48 | 24 | 34 |
| 3.   | TJ Spartak ČKD Blansko    | 26 | 11 | 8 | 7  | 42 | 31 | 30 |
| 4.   | TJ Třebíč                 | 26 | 11 | 7 | 8  | 27 | 27 | 29 |
| 5.   | TJ Gottwaldov/SK Zlín „B“ | 26 | 9  | 9 | 8  | 37 | 34 | 27 |
| 6.   | TJ Dolní Němčí            | 26 | 10 | 7 | 9  | 48 | 44 | 27 |
| 7.   | TJ Veselí nad Moravou (N) | 26 | 9  | 8 | 9  | 44 | 46 | 26 |
| 8.   | SKP Znojmo-Práče „B“ (N)  | 26 | 10 | 5 | 11 | 33 | 33 | 25 |
| 9.   | TJ Baník Ratíškovice      | 26 | 10 | 4 | 12 | 44 | 47 | 24 |
| 10.  | TJ Slovan Hodonín         | 26 | 10 | 3 | 13 | 51 | 49 | 23 |
| 11.  | TJ Kunovice               | 26 | 7  | 9 | 10 | 31 | 34 | 23 |
| 12.  | TJ Zetor Brno             | 26 | 7  | 8 | 11 | 33 | 36 | 22 |
| 13.  | TJ Modeta Jihlava         | 26 | 10 | 2 | 14 | 39 | 53 | 22 |
| 14.  | TJ BOPO Třebíč            | 26 | 2  | 8 | 16 | 13 | 51 | 12 |

Poznámky:
- Z = Odehrané zápasy; V = Vítězství; R = Remízy; P = Prohry; VG = Vstřelené góly; OG = Obdržené góly; B = Body; (S) = Mužstvo sestoupivší z vyšší soutěže; (N) = Mužstvo postoupivší z nižší soutěže (nováček)

|  | Postup do Divize D 1990/91                               |
|  | Sestup do skupin I. A třídy Jihomoravského kraje 1990/91 |